# Арчибальд, Адамс Джордж
Адамс Джордж Арчибальд (англ. Adams George Archibald, 18 августа 1814 года,
Труро — 14 декабря 1892 года) — канадский политический деятель, судья. Занимал посты государственного секретаря, лейтенант-губернатора Манитобы и Новой Шотландии. Является одним из отцов канадской конфедерации — принимал участие во всех трёх конференциях, предваряющих её образование.

## Ранние годы и начало карьеры
Арчибальд получил образование в Академии Пикту, где он изучал закон. В 1838 году он вступил в адвокатуру на острове Принца Эдуарда, а в 1839 году в Новой Шотландии. Он открыл свою практику в Труро и организовал несколько публичных офисов для привлечения клиентов к своему бизнесу. В 1843 году он женился на Элизабет Бурно, дочери священника.
С 1851 по 1867 год представлял графство Колчестер в законодательном собрании Новой Шотландии, при этом в 1856 году он был назначен генеральным солиситором, а в 1860 — генеральным прокурором. Он руководил законодательным собранием после перехода Джозефа Хоу на пост комиссара по рыболовству Британской империи в 1862 году. После поражения либеральной партии в 1863 году Адамс Арчибальд возглавил её, но поддержал консервативного лидера Чарльза Таппера в вопросах образования и конфедерации.

## Отец конфедерации
Арчибальд был приглашён Чарльзом Таппером для участия в Шарлоттаунской конференции по объединению в сентябре 1864 года, будучи сторонником конфедерации Арчибальд присутствовал на всех трёх конференциях. Его основной задачей было разъяснение финансовых выгод квебекских резолюций для жителей Новой Шотландии. Он публично защищал схему создания конфедерации от атак Джозефа Хоу и Уильяма Аннанда в 1866 году. Фактически, он был единственным либералом в провинции, поддержавшим резолюции.
За свою поддержку идей конфедерации 1 июля 1867 года он вступил в первый кабинет министров Канады в качестве генерального секретаря, однако оставался на своём посту только до 30 апреля 1868 года. На первых выборах в палату общин Арчибальд потерпел поражение в родном округе Колчестер (часть современного Камберленд — Колчестер — Маскодобит-Вэлли). Он баллотировался и выигрывал выборы ещё два раза: в 1869 году и 1888 годах. В первый раз он покинул своё кресло в палате общин из-за перехода на пост лейтенант-губернатора Манитобы, во второй раз в 1891 году причиной стало плохое здоровье.

## Манитоба
Речи Арчибальда в палате общин относительно событий на Ред-Ривер привели к назначению его лейтенант-губернатором новой провинции Манитобы и Северо-Западных территорий в 1870 году. Он согласился при условии короткого срока полномочий, а также, что он покинет свой пост как только будет образован Верховный суд провинции Новая Шотландия. За два года пребывания на своём посту он построил гражданские институты Западной Канады. Сначала он инициировал перепись населения, целью которой было создание правильных выборных списков. Он создал систему полицейских участков, которая гарантировала порядок в общинах, а также заключил ряд соглашений с индейцами.
Первой законодательное собрание начало работу 15 марта 1871 года. Одним из актов, принятых собранием, был акт о создании системы образования, по которому провинция была поделена на 26 школьных округов. Округа с 1 по 16 были протестантскими, а с 17 по 26 — католическими.

## Новая Шотландия
В 1873 году, как и планировал, Адамс Арчибальд стал судьёй в суде Новой Шотландии, но через несколько месяцев ему предложили пост лейтенант-губернатора провинции. С 1873 по 1883 год Арчибальд был лейтенант-губернатором Новой Шотландии. Несмотря на то, что эти годы были менее насыщенны, чем два года в Манитобе, основной проблемой была работа с политиками, которые всё ещё были против конфедерации
В 1883 году Университет Кингс-Колледж в Уинсоре присвоил ему почётную степень доктора, а в 1884 году он стал членом комиссии университета Далузи. С февраля 1886 года и до самой смерти был президентом Исторического общества Новой Шотландии.